# Função de Weierstrass

O gráfico da função de Weierstrass é um fractal

Em matemática, ou em qualquer matéria a se utilizar, a função de Weierstrass é um importante contra-exemplo mostrando a existência de uma função contínua em toda a reta real que não possui derivada em nenhum ponto do domínio. Recebe o nome em honra a seu descobridor o matemático Karl Weierstrass. A função de Weierstrass é primeira função publicada a apresentar tal patologia.
Embora seja considerada por muitos como um caso patológico, pode-se afirmar que, em certo sentido, o comportamento da função de Weierstrass é o caso mais comum. Sendo o conjunto das funções diferenciáveis em pelo menos um ponto um conjunto magro dentro do espaço de Banach das funções contínuas com a norma do supremo.

## Definição
A função de Weierstrass é definida pela seguinte série de Fourier:
{\displaystyle f(x)=\sum _{n=0}^{\infty }a^{n}\cos(b^{n}\pi x)}
onde {\displaystyle a\in (0,1)} e {\displaystyle b} é um inteiro positivo ímpar tal que:
{\displaystyle ab>1+{\frac {3}{2}}\pi }

## Nova Demonstração do Teorema de Weierstrass
O nosso objetivo aqui é apresentar uma demonstração do teorema de Weierstrass
usando apenas noções relativas às séries de Fourier.

## Teorema de Weierstrass
A função dita de Weierstrass definida por :
{\displaystyle W(x)=\sum _{n=0}^{\infty }b^{n}\cos(a^{n}\pi x)}
onde {\displaystyle b\in (0,1)} e {\displaystyle a} é um inteiro positivo ímpar tal que
{\displaystyle ab>1+{\frac {3}{2}}\pi } ,é contínua em {\displaystyle \mathbb {R} } e não diferenciável em qualquer ponto.

## Continuidade de W
Observe que :
{\displaystyle b\in (0,1)}
implica :
{\displaystyle \sum _{n=0}^{\infty }b^{n}={\frac {1}{1-b}}<\infty }.
Isso junto com
{\displaystyle sup_{x\in R}|b^{n}\cos(a^{n}\pi x)|\leq b^{n}}
nos permite estabelecer , usando o Weierstrass {\displaystyle M-test}, que
{\displaystyle \sum _{n=0}^{\infty }b^{n}\cos(a^{n}\pi x)}
converge uniformemente para {\displaystyle W(x)} em {\displaystyle \mathbb {R} } .
A Continuidade de {\displaystyle W} vem então da convergência uniforme das séries.
(Definição 2.41 e Teorema 2.59 do livro   ).

## Não Diferenciabilidade de W (em qualquer ponto)
Aqui, usamos os lemas 3.2 e 3.3 do Capítulo 4 do livro  de Shakarchi 
Quando:
{\displaystyle 2N=b^{n}}, então
{\displaystyle \Delta _{2N}(W)-\Delta _{N}(W)=b^{n}\cos(a^{n}\pi x);}
Supondo que {\displaystyle W} é diferenciável em {\displaystyle x_{0}}, obtemos o seguinte resultado :
{\displaystyle \Delta _{2N}(W)'(x_{0})-\Delta _{N}(W)'(x_{0})=(b^{n}\cos(a^{n}\pi x))'=O(\log N)},
ou seja,
{\displaystyle |(ab)^{n}sen(a^{n}(x_{0}+h))|=O(\log N)}, onde {\displaystyle |h|\leq c/N}.
Para obter a contradição, precisamos apenas escolher {\displaystyle h} de modo que:
{\displaystyle |sen(a^{n}(x_{0}+h))|=1} ;
Tomando:
{\displaystyle |h|=|\delta |/a^{n}},
onde
{\displaystyle \delta =\pi (k+1/2)-a^{n}x_{0}},
para algum {\displaystyle k\in Z}, temos:
{\displaystyle |(ab)^{n}sen(a^{n}(x_{0}+h))|=(ab)^{n}\rightarrow \infty } quando {\displaystyle n\rightarrow \infty } ,
pois
{\displaystyle ab>1+{\frac {3}{2}}\pi } .
Contradição,
pois :
{\displaystyle |(ab)^{n}sen(a^{n}(x_{0}+h))|=O(\log N)}.
Portanto, {\displaystyle W} não é diferenciável em  {\displaystyle x_{0}} .
Como  {\displaystyle x_{0}\in \mathbb {R} }  é arbitrário,
temos que {\displaystyle W} não é diferenciável em qualquer ponto.

## Conclusão
A função de Weierstrass {\displaystyle W} é contínua em todos os pontos de
{\displaystyle \mathbb {R} } mas não é diferenciável em qualquer ponto de {\displaystyle \mathbb {R} } .